# El diablo de las aguas turbias
El diablo de las aguas turbias es una película estadounidense dirigida por Samuel Fuller

## Argumento
Un submarino con una tripulación que incluye a dos científicos,  parte hacia una isla remota de Alaska para evitar un ataque militar que va a incriminar a  los Estados Unidos y el mundo entero, de un ataque nuclear enemigo.
- Datos: Q3180788